# 劉夢熊 (正德進士)
劉夢熊（？—？），字伯祥，山東汶上縣人，民籍，明朝政治人物。

## 生平
山東鄉試第□名舉人。正德六年（1511年）中式辛未科進士。

## 家族
曾祖劉□；祖父劉禧，曾任義官；父劉益，曾任知縣。母王氏。